# Kato Callebaut
Pour les articles homonymes, voir Callebaut (homonymie).
Kato Callebaut (Kalmthout, 26 août 1991) est une chanteuse et musicienne belge.

## Biographie
Kato Callebaut est née à Kalmthout dans la province d'Anvers mais habite à présent à Louvain. Elle est la cadette d'une famille de sept enfants.
Callebaut a appris à jouer du piano à l'âge de 6 ans dans une académie puis elle a trouvé sa propre route. 
En 2010 elle a participé en solo sous le nom de "Kate-O" au concours "Humo's Rock Rally" mais n'a pas été plus loin que le stade de la présélection dans le quart de finale à Malines. À ce moment-là, elle avait interprété une chanson au piano et deux autres à la guitare acoustique.
Elle est devenue connue grâce à sa participation à Pop Idool 2011, émission flamande semblable à la Nouvelle Star. Elle avait déjà attiré l'attention lors des auditions lorsqu'elle interpréta "Pack Up d'Eliza Doolittle  avec son ukulele. Son audition fut par la suite utilisé dans la publicité de vtm pour promouvoir la nouvelle saison de l'émission. Elle a terminé finaliste de Idool 2011 et a signé un contrat avec Sony BMG.

## Discographie

### Singles
| Année | Titre             | Classement des ventes (Ultratrop 50 Singles en Flandre) | Durée       | Album |
| ----- | ----------------- | ------------------------------------------------------- | ----------- | ----- |
| 2011  | More to Me        | 1                                                       | 12 semaines | —     |
| 2011  | Dancing on My Own | 2                                                       | 12 semaines | —     |
| 2011  | The Joker         | 3                                                       | 8 semaines  | —     |